# Paroisses de l'Équateur
Pour les articles homonymes, voir Paroisse civile.
En Équateur la paroisse (parroquia) n’a pas de connotation religieuse mais désigne la subdivision territoriale et administrative la plus petite du pays. Un ensemble de paroisses constitue un canton. La paroisse est constituée de plusieurs quartiers ou de communautés villageoises.
Il existe deux types de paroisses : les paroisses urbaines et les paroisses rurales. Les paroisses urbaines sont celles qui font partie d’une ville. Les paroisses rurales sont comparables aux villages des campagnes françaises et sont dirigées et administrées par une assemblée paroissiale, élue par vote populaire et jouissant d’autonomie politique, administrative et financière. Le président de cette assemblée est la personne ayant été le plus plébiscitée lors du vote populaire.